# Айн-Диаб (трасса)
Айн-Диа́б — гоночная трасса, находящаяся в Касабланке, Марокко, проложенная по дорогам общего пользования (трасса между Касабланкой и Аземуром и дорога на побережье Атлантического океана). На этой трассе в 1930—1934, 1957 и 1958 годах состоялся Гран-при Марокко (в 1958 году входящий в чемпионат мира Формулы-1).

## Гран-при Марокко на трассе Айн-Диаб
Розовым цветом помечены Гран-при, не входившие в официальный чемпионат мира Формулы-1.
| Сезон | Гонщик              | Конструктор | Отчёт |
| ----- | ------------------- | ----------- | ----- |
| 1930  | Шарль Бенит         | Amilcar     |       |
| 1931  | Станислас Чайковски | Bugatti     |       |
| 1932  | Марсель Лего        | Bugatti     |       |
| 1934  | Луи Широн           | Alfa Romeo  |       |
| 1957  | Жан Бера            | Maserati    |       |
| 1958  | Стирлинг Мосс       | Vanwall     | Отчёт |